# Claudio Corioni
Claudio Corioni (Chiari, 26 de desembre de 1982) és un ciclista italià, ja retirat, que va ser professional des del 2005 fins al 2012. En el seu palmarès destaca una etapa de la Setmana Catalana.

## Palmarès
- 2003
  - 1r a la Milà-Busseto
- 2004
  - 1r al Trofeu Ciutat de Brescia
  - 1r al Giro del Belvedere
  - 1r a la Piccola Coppa Agostoni
- 2005
  - Vencedor d'una etapa a la Setmana Catalana i classificació per punts
- 2011
  - Vencedor d'una etapa a la Setmana Internacional de Coppi i Bartali

### Resultats al Giro d'Itàlia
- 2011. 149è de la classificació general

### Resultats a la Volta a Espanya
- 2006. 107è de la classificació general
- 2007. 118è de la classificació general
- 2008. 97è de la classificació general

### Resultats al Tour de França
- 2005. Abandona (6a etapa)
- 2007. 126è de la classificació general